# إدوارد أوستين
إدوارد أوستين (بالإنجليزية: Edward Thomas Austen)‏ (28 يناير 1820 في المملكة المتحدة - 10 يونيو 1908 في المملكة المتحدة) هو كاهن أنجليكاني ولاعب كريكت بريطاني (وحمل سابقاً جنسية المملكة المتحدة لبريطانيا العظمى وأيرلندا). لعب مع نادي مارليبون للكريكت ‏.

## وصلات خارجية
- إدوارد أوستين على موقع إي آس بي آن كريك إنفو (الإنجليزية)